# Skat (1899)
Skat (ros. Скат) – rosyjski niszczyciel z przełomu XIX i XX wieku, jedna z czterech jednostek typu Kit. Okręt został zwodowany 25 października 1899 roku w niemieckiej stoczni Schichau w Elblągu, a do służby w Marynarce Wojennej Imperium Rosyjskiego został wcielony w lipcu 1900 roku, z przydziałem do Floty Bałtyckiej. W 1902 roku nazwę jednostki zmieniono na „Biesposzczadnyj” (ros. „Беспощадный”). Niszczyciel został przerzucony na Daleki Wschód, gdzie wszedł w skład Eskadry Oceanu Spokojnego. Podczas wojny rosyjsko-japońskiej jednostka została internowana w chińskim porcie Tsingtao. W trakcie I wojny światowej okręt służył na Dalekim Wschodzie. Podczas wojny domowej został przejęty przez Japończyków, a następnie złomowany w 1923 roku.

## Projekt i budowa
„Skat” był jednym z czterech niszczycieli typu Kit, zamówionych i zbudowanych w Niemczech . Do 1907 roku jednostki te w Marynarce Wojennej Imperium Rosyjskiego klasyfikowano jako torpedowce . Okręt zbudowany został w stoczni Schichau w Elblągu (numer stoczniowy 658) . Stępkę jednostki położono w marcu 1899 roku, a zwodowany został 25 października 1899 roku .

## Dane taktyczno-techniczne

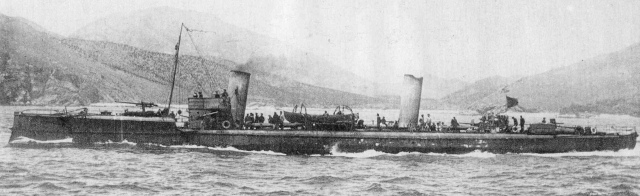
„Biesposzczadnyj” między 1900 a 1917 rokiem

Okręt był niewielkim, dwukominowym niszczycielem z dwoma masztami. Długość całkowita wynosiła 61,75 metra, szerokość 6,7 metra i zanurzenie 2,9 metra. Wyporność normalna wynosiła 346–350 ton, a pełna 445 ton . Okręt napędzany był przez dwie pionowe maszyny parowe potrójnego rozprężania o łącznej mocy 6000 KM, do której parę dostarczały cztery kotły Schichau . Dwuśrubowy układ napędowy pozwalał osiągnąć prędkość 27 węzłów . Okręt mógł zabrać zapas węgla o maksymalnej masie 80 ton, co zapewniało zasięg wynoszący 1500 Mm przy prędkości 10 węzłów .
Uzbrojenie artyleryjskie okrętu stanowiły: pojedyncze działo kalibru 75 mm Canet L/48 oraz pięć pojedynczych dział trzyfuntowych kalibru 47 mm Hotchkiss M1885 L/40 . Jednostka wyposażona była w trzy pojedyncze obracalne nadwodne wyrzutnie torped kalibru 381 mm: dwie umieszczone na pokładzie między kominami i trzecią za drugim kominem, z łącznym zapasem sześciu torped .
Załoga okrętu liczyła 64 oficerów, podoficerów i marynarzy .

## Służba
„Skat” został wcielony do służby w Marynarce Wojennej Imperium Rosyjskiego w lipcu 1900 roku . Jednostka weszła w skład Floty Bałtyckiej. W marcu 1902 roku nazwę okrętu zmieniono na „Biesposzczadnyj” (ros. „Беспощадный”) . Między 1902 a 1903 rokiem niszczyciel został przerzucony na Daleki Wschód.
W momencie wybuchu wojny rosyjsko-japońskiej jednostka wchodziła w skład 1. Flotylli Niszczycieli I Eskadry Oceanu Spokojnego, stacjonując w Port Artur. 27 stycznia?/9 lutego 1904 roku okręt wziął udział w pierwszej, nierozstrzygniętej bitwie między głównymi siłami rosyjskimi i japońskimi na redzie Port Artur. 28 lipca?/10 sierpnia „Biesposzczadnyj”, dowodzony przez kpt. mar. Dymitra Michajłowa, wraz z większością zgromadzonych tam okrętów wyszedł z oblężonego portu, podejmując próbę przedarcia się do Władywostoku. Doprowadziło to do bitwy na Morzu Żółtym, w wyniku której eskadra rosyjska została rozproszona, a niszczyciele „Biesposzczadnyj”, „Biesszumnyj” i „Biesstrasznyj” w dniach 29 lipca?/11 sierpnia i 30 lipca?/12 sierpnia weszły do chińskiego portu Tsingtao, gdzie zostały internowane trzy dni później (2 sierpnia?/15 sierpnia). W listopadzie 1905 roku, po zakończeniu działań wojennych, okręt został zwrócony Rosji .
W 1912 roku dokonano modernizacji uzbrojenia jednostki: zdemontowano wyrzutnie torped kal. 381 mm i wszystkie działa kal. 47 mm, instalując w zamian trzy pojedyncze wyrzutnie torped kalibru 450 mm oraz drugą armatę kalibru 75 mm Canet L/48 i sześć pojedynczych karabinów maszynowych kalibru 7,62 mm . Wyeksploatowany niszczyciel w tym czasie osiągał prędkość do 22 węzłów. Podczas I wojny światowej bazował we Władywostoku. W 1916 roku „Biesposzczadnyj” został odstawiony do rezerwy z powodu niesprawności siłowni. W trakcie wojny domowej okręt został 30 czerwca 1918 roku przejęty we Władywostoku przez Japończyków, a następnie zdewastowany przez wycofujących się Białych w 1922 roku . Przejęty przez Armię Czerwoną niszczyciel nie został nigdy naprawiony i złomowano go w 1923 roku .